# Pittsburg (Illinois)
Pittsburg es una villa ubicada en el condado de Williamson en el estado estadounidense de Illinois. En el Censo de 2010 tenía una población de 572 habitantes y una densidad poblacional de 104,97 personas por km².

## Geografía
Pittsburg se encuentra ubicada en las coordenadas 37°46′36″N 88°51′1″O / 37.77667, -88.85028. Según la Oficina del Censo de los Estados Unidos, Pittsburg tiene una superficie total de 5.45 km², de la cual 5.37 km² corresponden a tierra firme y (1.43%) 0.08 km² es agua.

## Demografía
Según el censo de 2010, había 572 personas residiendo en Pittsburg. La densidad de población era de 104,97 hab./km². De los 572 habitantes, Pittsburg estaba compuesto por el 94.93% blancos, el 0% eran afroamericanos, el 1.75% eran amerindios, el 0.52% eran asiáticos, el 0% eran isleños del Pacífico, el 0.52% eran de otras razas y el 2.27% pertenecían a dos o más razas. Del total de la población el 2.8% eran hispanos o latinos de cualquier raza.